# Калло, Жак
Жак Калло́ (фр. Jacques Callot; между 25 марта и 21 августа 1592, Нанси, Лотарингия — 24 марта 1635, там же) — французский (лотарингский) рисовальщик и гравёр, один из наиболее значительных и плодовитых мастеров офорта, известный как автор свыше 1500 гравюр. Усовершенствовал технику штриховой манеры офорта введением «твёрдого лака» и приёмов многослойного травления печатной доски.

## Биография
Жак Калло родился в 1592 или 1593 году в Нанси, в многодетной и знатной семье Жана Калло, герольда герцога Лотарингского и его жены Рене Брюнбо. В семье было восемь детей, шесть мальчиков и две девочки. Жак Калло был вторым из шести сыновей. Его дед по отцовской линии был женат на внучатой племяннице Жанны д’Арк и был удостоен дворянского титула 30 июля 1584 года герцогом Карлом III Лотарингским за «знаки своей верности и храбрости».
Жак с детства интересовался рисованием, стремясь изобразить всё, что видел на улице: солдат, нищих, бродяг, паломников, акробатов, шутов. Он учился рисунку и гравированию в Нанси у лотарингского гравёра Клода Анриэ Второго (Claude Henriet), с 1607 года — у ювелира, золотых дел мастера Д. Крока, что, вероятно, в дальнейшем повлияло на формирование его индивидуального стиля и склонности к «чеканной линии» и точному, «ювелирному» штриху. Придворным художником герцогов Лотарингских в Нанси в то время был живописец, рисовальщик и гравёр Жак Белланж, творчество которого оказало на Калло значительное влияние.
В 1608 году Жак, сбежав из дома, тайком отправился пешком в Рим, по легенде — с бродячими цыганами. По версии А. Фелибьена Жак Калло дважды убегал из дома и дважды по требованию отца возвращался назад, пока, наконец, отец не дал согласие на его обучение в Италии. В 1609—1611 годах изучал труднейшую технику резцовой гравюры в мастерской Филиппа Томассена в Риме, затем переехал во Флоренцию, где сотрудничал с Антонио Темпестой, обучившим Калло технике штрихового офорта.
Во Флоренции, Калло также учился у живописца и гравёра Ремиджо Кантагаллины, в 1612 году поступил учиться в мастерскую Джулио Париджи. В дальнейшем он часто сотрудничал с Джулио Париджи, испытав его влияние, и с Ремиджо Кантагаллиной. Столь многообразные связи характерны для художественной жизни Италии и Франции периода барокко и маньеризма.
В 1614—1621 годах Жак Калло под руководством Дж. Париджи работал при дворе Великого герцога Тосканского Козимо II Медичи во дворце Уффици. Он оформлял празднества и театральные представления, что в дальнейшем дало ему темы и материал для серий своих гротескных гравюр. После смерти великого герцога Козимо II Медичи в 1621 году, он откликнулся на желание герцога Карла IV Лотарингского видеть его при своём дворе в Нанси и вернулся в Лотарингию, где получил лестный приём.
В 1627 году по приглашению инфанты Изабеллы Калло посетил Нидерланды, в 1629—1630 годах жил в Париже. Путешествия Калло нашли отражение в его работах, на которых он изображал виды Голландии, Италии, Франции, создавал характерные портреты военных, циркачей, актёров.
В 1627 году в Брюсселе Калло встретился с А. Ван Дейком, который написал его портрет, позднее награвированный Л. Ворстерманом. Этот портрет вошёл в знаменитую серию «Иконография». В Утрехте Калло познакомился с караваджистом Г. ван Хонтхорстом, одним из главных представителей художественной школы утрехтских караваджистов.
С 1629 года Жак Калло жил и работал в Париже. Король Франции Людовик XIII предложил Калло работать при его дворе, но художник отказался. По одной из версий, будучи патриотом Лотарингии, он не мог простить королю тот факт, что французские войска разорили его родину. Калло умер в Нанси в возрасте 43 лет.
Его племянником был Клод Калло́ (около 1620—1687), придворный художник трёх польских королей — Яна II Казимира, Михаила Корибута Вишневецкого и Яна III Собеского.

## Техника и стиль
Жак Калло жил и работал на рубеже двух эпох и как бы между двух художественных направлений: позднего французского ренессанса и итальянского маньеризма. Освоив технику штрихового офорта и став виртуозом в этой области, с 1617 года Калло использовал не мягкий лак, как было принято прежде, а особенную разновидность кислотоупорного твёрдого лака фр. (vernis dur), которым пользовались флорентийские столяры и мебельщики. Такой лак позволял осуществлять многократное травление «доски» (печатной формы), последовательно перекрывая лаком отдельные участки пространственных планов и продолжая травление, тем самым достигая широких тональных градаций от самого светлого тона к густому тёмному. Изысканная техника перекрёстного штриха (под острым углом с добавлением точек между перекрестиями), которую также одним из первых широко использовал Калло, делала его оттиски «серебристо прозрачными»: разнонаправленные штрихи различной насыщенности создавали необычайно богатую, «красочную» фактуру.
Вторым открытием Калло было внедрение в искусство гравюры жанра «каприччи» (итал. capriccio — каприз) с изображением всего странного, причудливого, необычного, в особенности привлекавшего художников-маньеристов. Близкий жанр — гротеск (фр. grotesque, итал. grottesco — причудливый, затейливый). Например, серия офортов «Каприччи» (1617, 1621), «Горбуны» (1622—1623).
Калло привлекали сцены площадных цирковых представлений, итальянского народного театра Комедия дель арте. Этой теме посвящены серии офортов «Война любви», «Война красоты» (1616), «Интермедии» (1617), «Сулейман» (1619—1620), «Три Панталоне» (1618—1620).

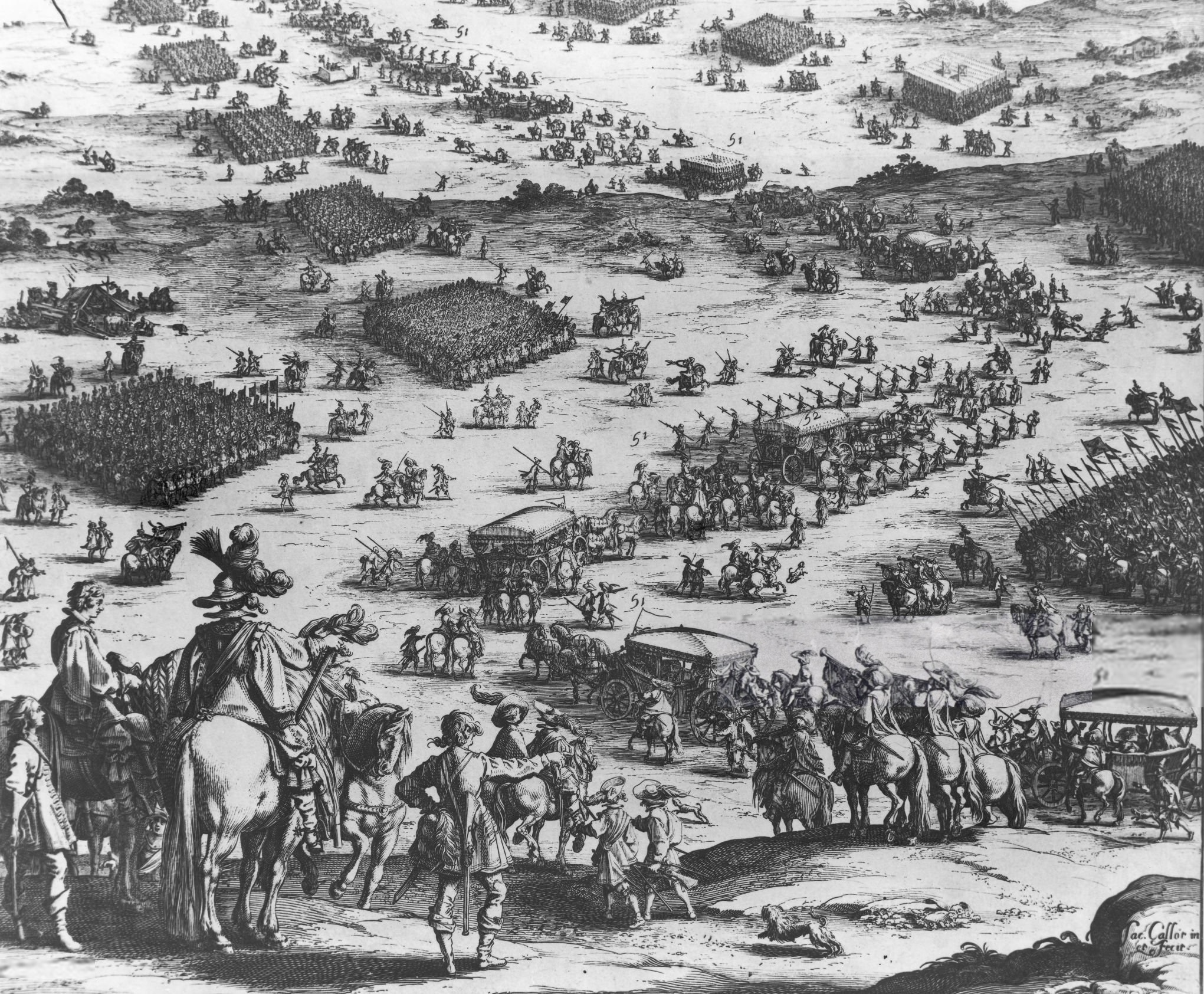
Осада Бреды. Деталь. 1627

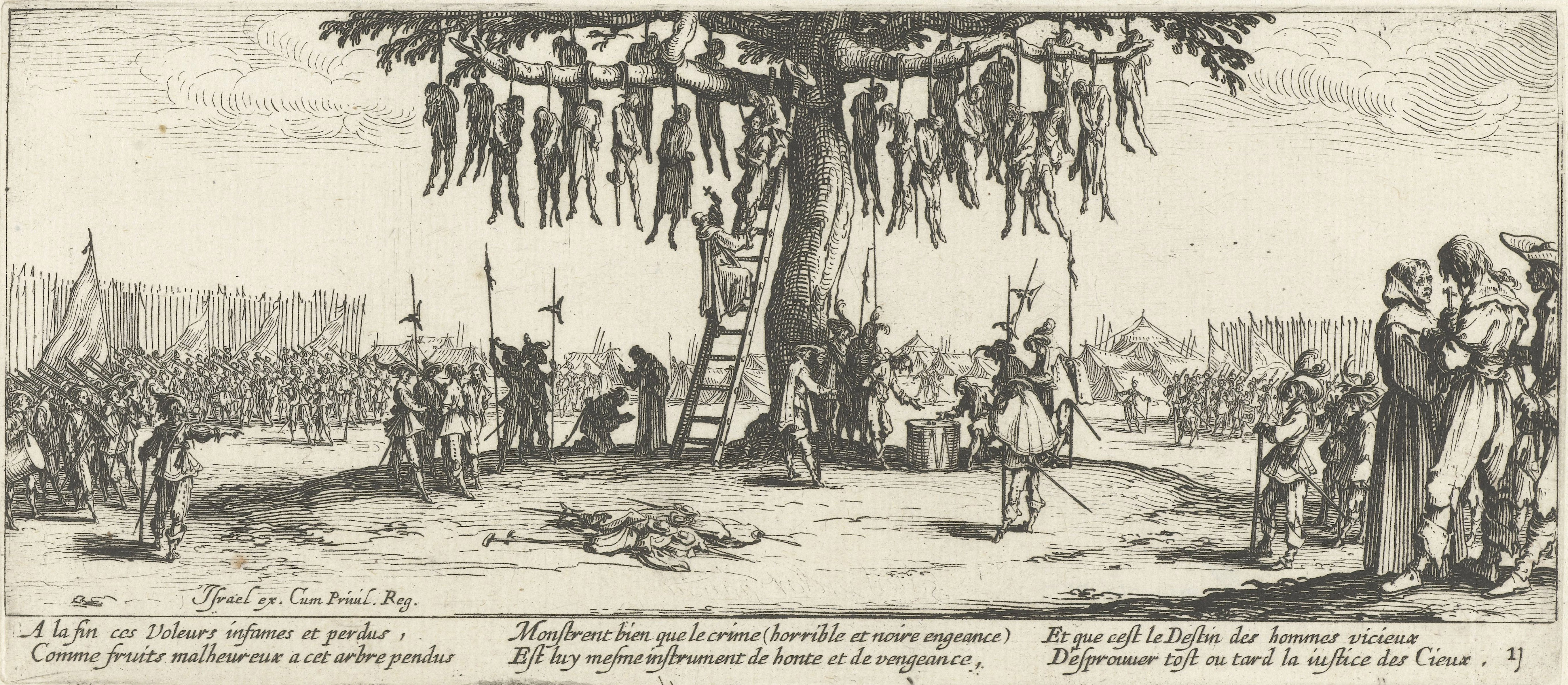
Повешенные. Из серии «Большие Бедствия Войны». 1633

Наибольшее признание принесла Калло серия крупноформатных офортов «Большие Бедствия Войны», запечатлевшая хаос и ужасы, в которые повергла Европу Тридцатилетняя война. Историки называют эти офорты первым антивоенным (пацифистским) высказыванием в истории.
Калло гравировал книжные иллюстрации, титульные листы различных изданий, портреты королей и епископов, гербы и географические карты. Его эстампы печатали большими тиражами и продавали в лавках многих городов Европы. Калло узнал славу при жизни. Офорты Калло коллекционировали королевские особы, великосветские заказчики и меценаты, а также художники: А. Ван Дейк, Рембрандт, Д. Тенирс Младший.
Калло посчастливилось найти собственный, уникальный стиль в изображении массовых сцен: морских сражений, военных походов, торжественных и шутливых шествий бродяг, разбойников и комедиантов (типажи, позднее использованные А. Маньяско), иногда совершенно фантастических. Для его творчества характерны панорамные композиции с множеством мелких, маньеристично трактованных фигурок, изначально заимствованных у Париджи, но объединённых новым ощущением широты и глубины изобразительного пространства. (Серия «Большая охота», 1619). На одной из его гравюр Д. Тенирс насчитал 1138 человек, 45 лошадей и 137 собак! Свои самые большие гравюры Калло составлял из отдельно отпечатанных шести огромных листов в обрамлениях с бордюрами и картушами.

## Влияние и наследие
Всего Жаком Калло награвировано более тысячи пятисот композиций. Его учеником был Абрахам Босс, первым биографом — Андре Фелибьен. Друзьями — художники Жак Белланж и Клод Дерюэ. После встречи Абрахама Босса с Жаком Калло в Париже около 1630 года Босс стал его последователем и популяризировал технические новшества Калло, в том числе в знаменитом, переведённом на десять языков «Трактате о манерах глубокой гравировки» (Traité des manières de graver en taille-douce, 1645).
Под влиянием Жака Калло работал флорентийский рисовальщик-орнаменталист и гравёр эпохи маньеризма и барокко Стефано делла Белла. Многие композиции Калло он копировал либо перерабатывал для собственных произведений.
Творчество Калло было чрезвычайно популярно среди романтиков. Э. Т. А. Гофман свой первый сборник рассказов озаглавил «Фантазии в манере Калло» (нем. Fantasiestücke in Callot's Manier) (1814—1815). Сборник предварялся кратким очерком виде обращения писателя к гравёру. О Жаке Калло писал А. Бертран. В XX веке его работами вдохновлялись композитор Г. Малер, скульптор А. Джакометти.
Большинство награвированных досок Калло сохранились и находятся в Музее Лотарингии (Нанси).
Одна из самых известных работ — серия из 18 гравюр «Большие Бедствия Войны» (фр. «Les Grandes Misères de la Guerre»), впоследствии вдохновившая Франсиско Гойю на его «Бедствия войны».

## Галерея

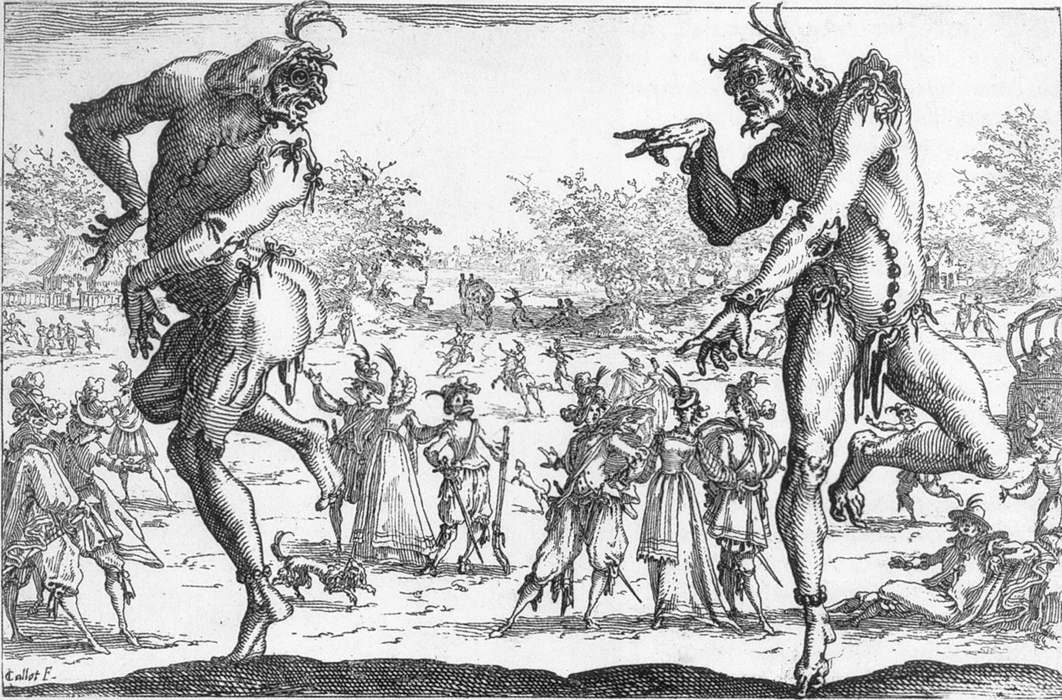
Два Панталоне. 1616
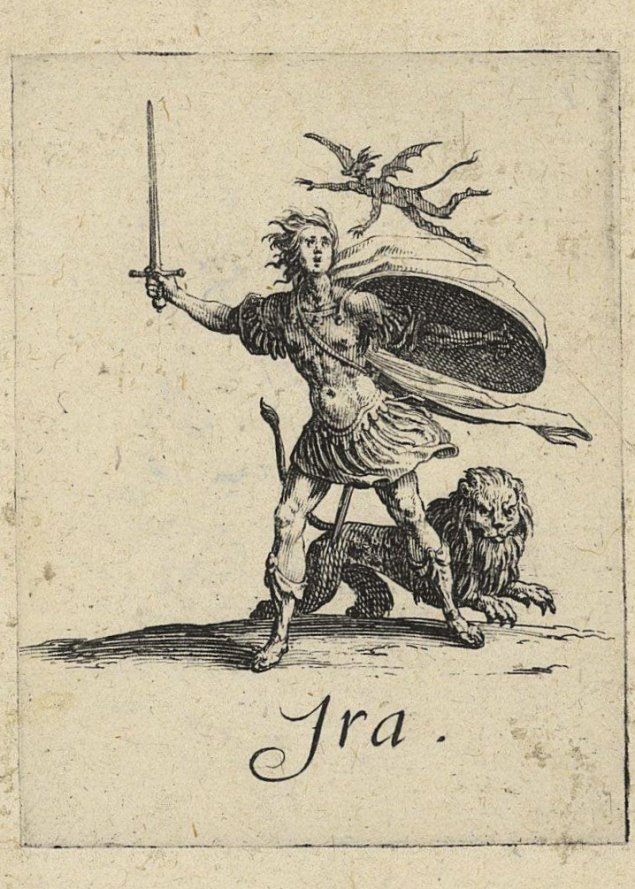
Гнев. Из серии «Семь смертных грехов». 1617-1620
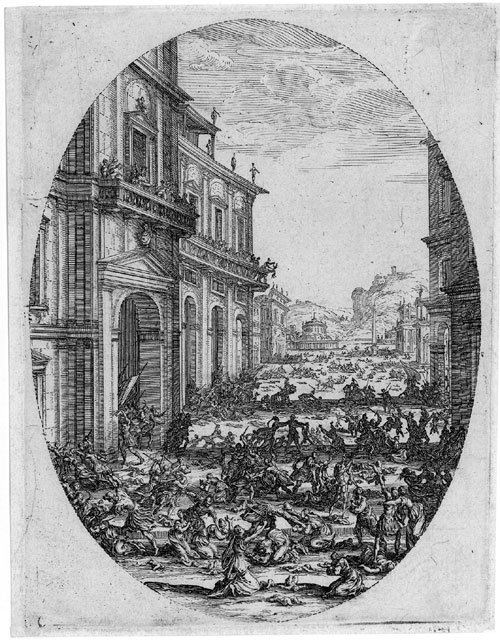
Избиение невинных
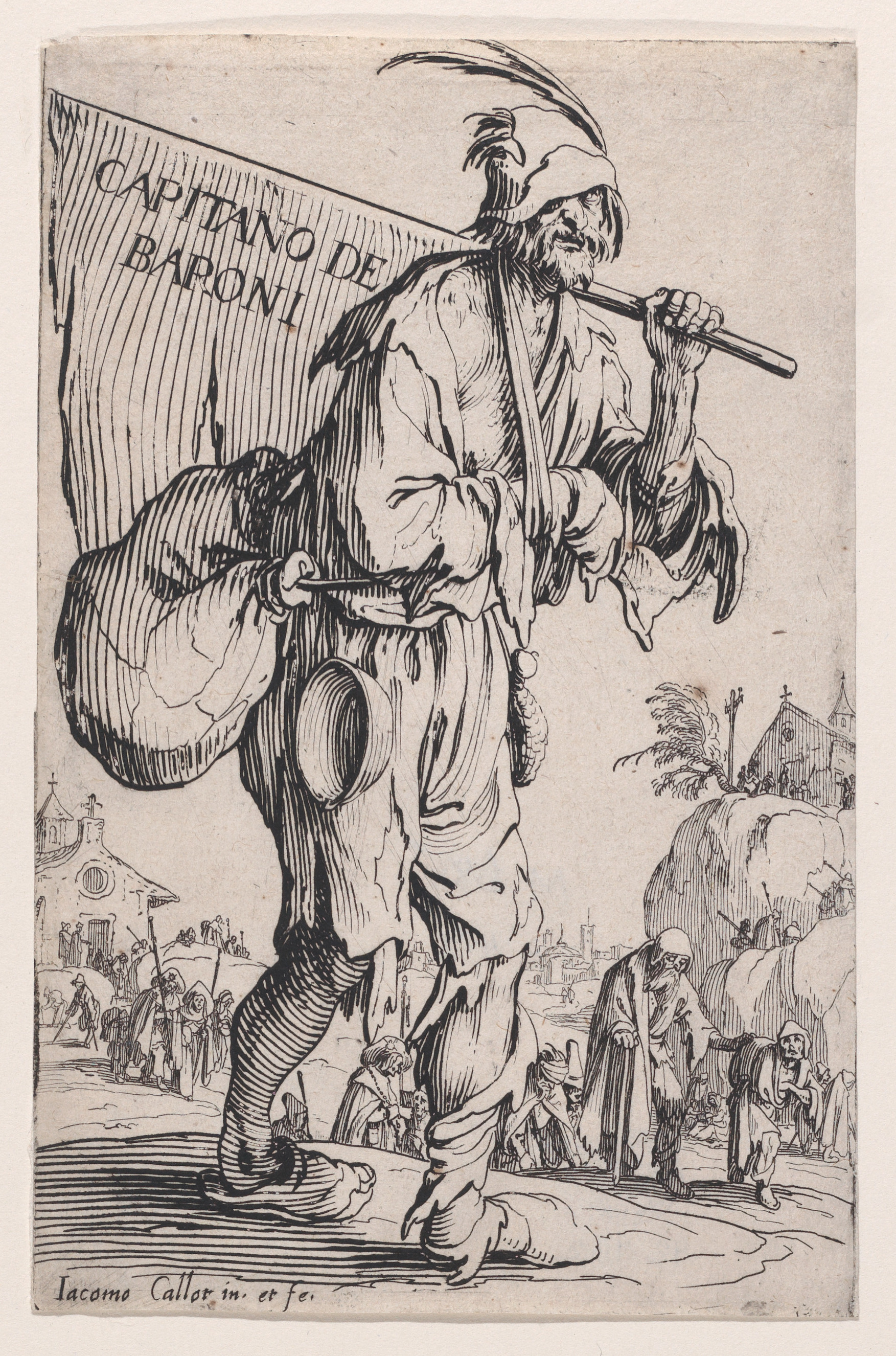
Из серии «Нищие, называемые баронами». Ок. 1630
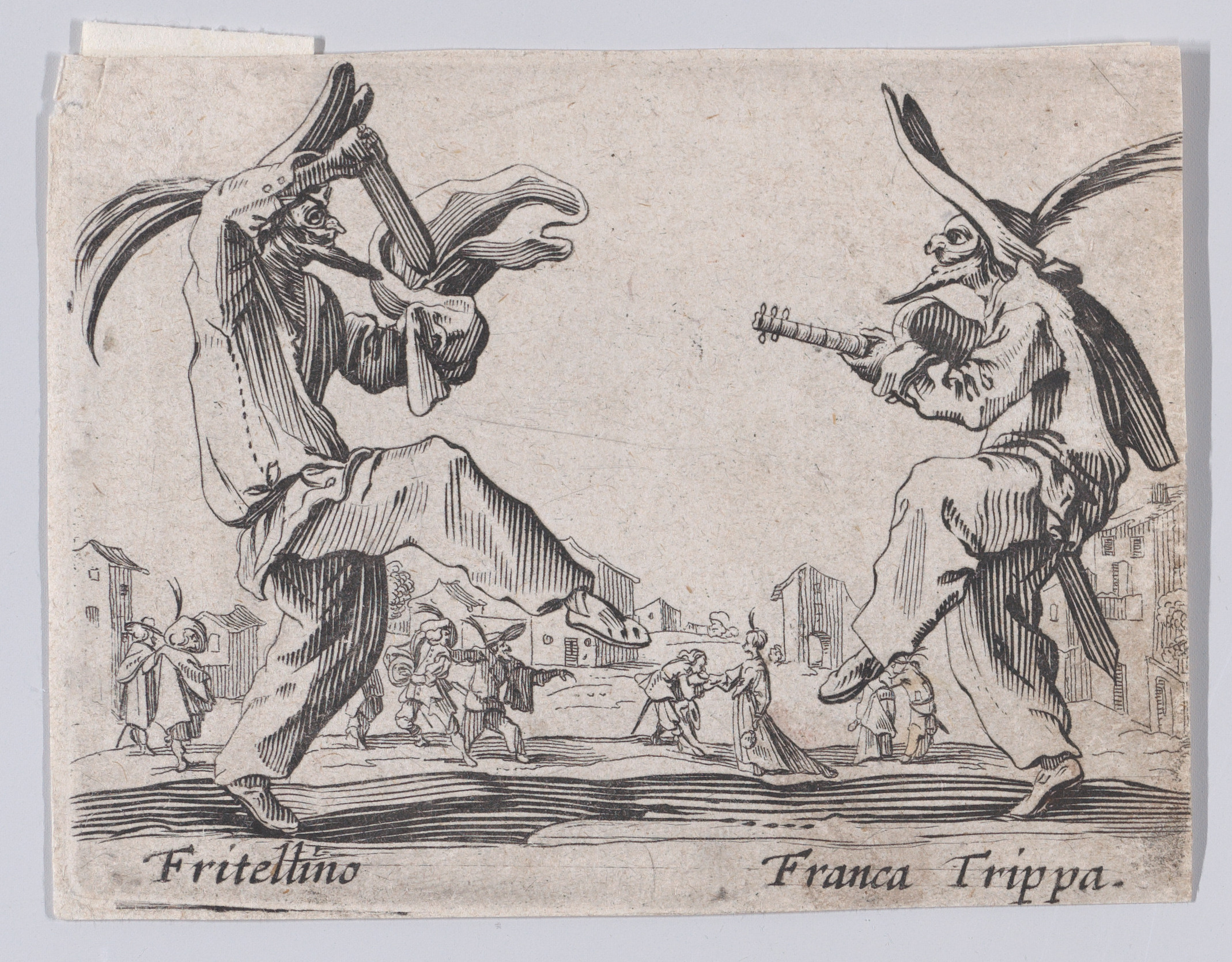
Фрителлино и Франча Триппа. Из серии «Балли ди Сфессания» («Пляски Сфессании»). Комедия дель арте. 1622
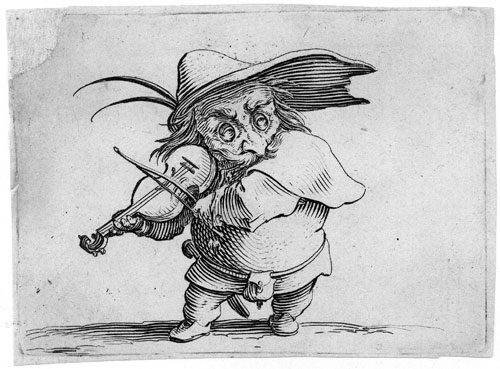
Бурлескный скрипач. Из серии «Карлики». 1616
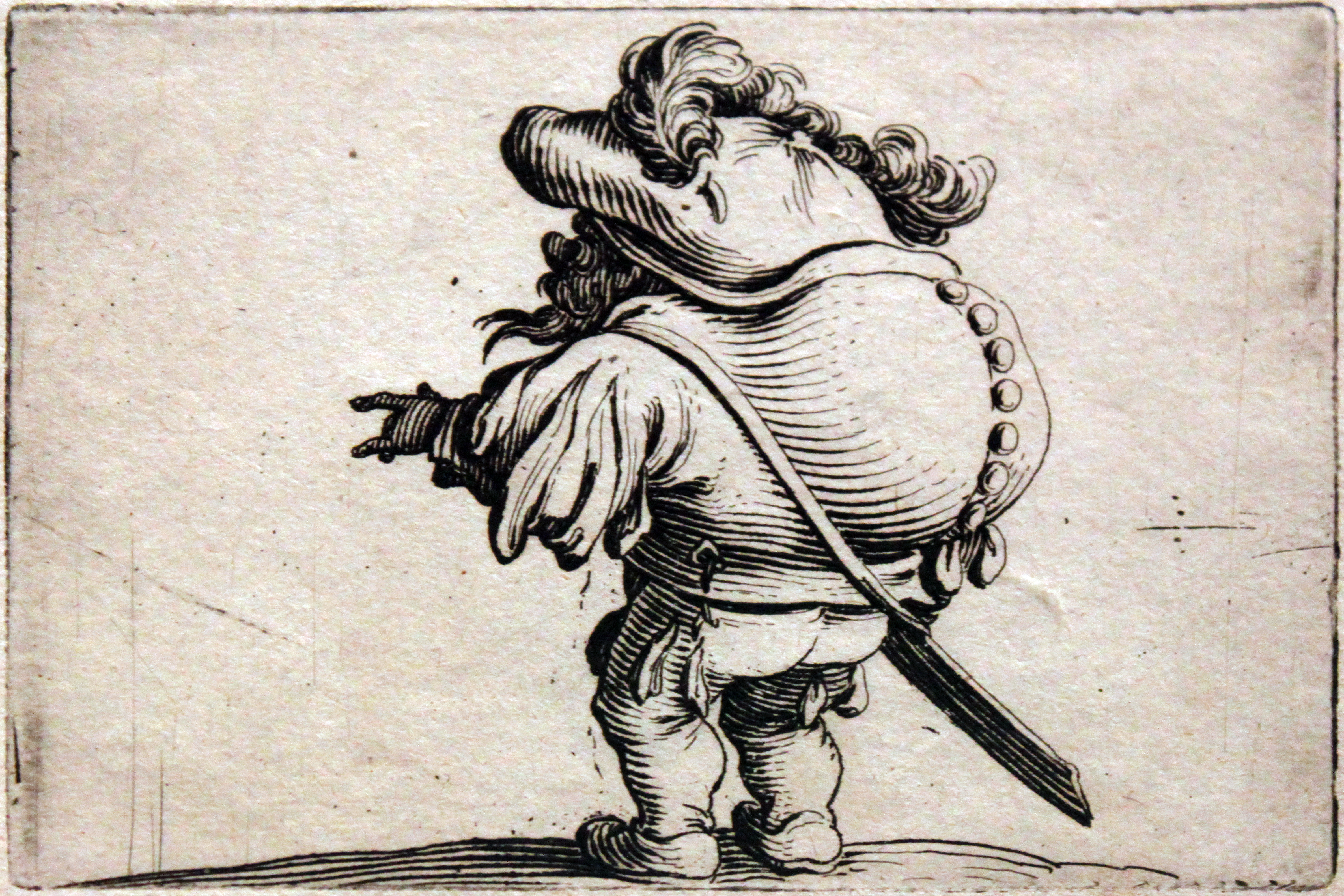
Карлик-горбун. 1620